# Médaille des évadés

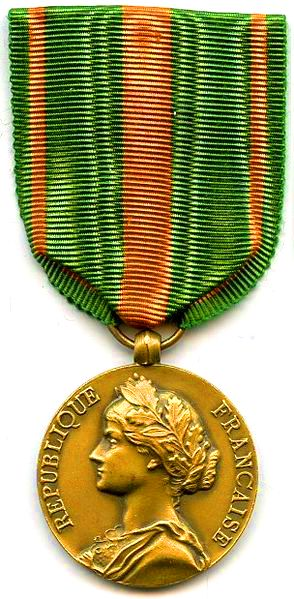
Vorderseite

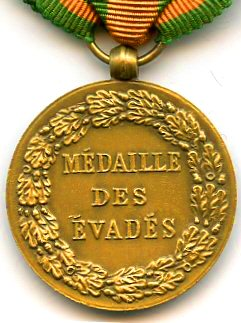
Rückseite

Bandschnalle (Ruban)

Die Médaille des évadés (etwa: Medaille der Entkommenen) ist ein französischer Orden der aus Anlass eines militärischen Konfliktes sowohl an Militär- als auch an Zivilpersonen verliehen werden kann. Sie wurde an die verliehen, die seit dem Deutsch-Französischen Krieg bis zum Ende des Zweiten Weltkrieges aus feindlichem Gewahrsam entkommen konnten, oder es zumindest zweimal vergeblich versucht hatten.

## Kreation
Die Medaille wurde auf Anregung mehrerer sogenannter „Associations d’évadés“ (etwa: Verbände von Entflohenen) geschaffen. Dazu brachte der Deputierte in der Nationalversammlung, Léon Delsart im Jahre 1925 einen entsprechenden Gesetzentwurf ein. Dieses Gesetz wurde am 20. August 1926 angenommen. Mit einem Dekret vom 2. Oktober des gleichen Jahres wurden die Modalitäten und das Aussehen der Medaille festgelegt.
Für die Ansprüche, die sich aus der Zeit des Zweiten Weltkrieges ergaben, wurden mit einer Anordnung vom 7. Januar 1944 die Voraussetzungen der Verleihung geschaffen. 1968 wurde die Verleihung eingestellt, jedoch 1992 wieder aufgenommen – wenn auch nur für die Zeit des Zweiten Weltkrieges.
Die Medaille hat den Status eines Kriegsordens.

## Verleihungen

### Deutsch-Französischer Krieg
- Für die Kriegsgefangenen, die im Verlauf von Kampfhandlungen in Gefangenschaft gerieten und daraus entfliehen konnten.

### Erster Weltkrieg
- Für die Kriegsgefangenen, die im Verlauf von Kampfhandlungen in Gefangenschaft gerieten und daraus entfliehen konnten.
- Für die Elsässer und Lothringer, die zwischen dem 2. August 1914 und dem 1. November 1918 aus der deutschen Armee desertiert sind.
- Für die in Deutschland Zivilinternierten und deren Angehörige aus den von Deutschland besetzten Gebieten, die die Frontlinien überschritten und sich der französischen Militärverwaltung zur Verfügung gestellt haben.

### Andere Kriegsschauplätze
- Für die entkommenen Kriegsgefangenen auf den Kriegsschauplätzen der Levante (1918 bis 1919), dem Orient (1918 bis 1920), Marokko (1918), Äquatorialafrika (1919), den Westafrikanischen Kolonien (Afrique-Occidentale française), und im Rifkrieg (1921 bis 1926).

### Zweiter Weltkrieg
- Für die Personen, die nachweislich versuchten mit Hilfe der Resistance aus einem Kriegsgefangenen- oder Internierungslager zu entkommen, sowie die, die aus dem vom Feind besetzten Gebiet heimlich eine Frontlinie oder eine Staatsgrenze überschritten, um dem feindlichen Gewahrsam zu entgehen.
- Für Personen, die nach zweimaligem Fluchtversuch disziplinar bestraft wurden, oder für die, die nach einmaligem Fluchtversuch in ein Konzentrations- oder Deportationslager verbracht wurden.
- Die Elsässer und Lothringer, die aus der deutschen Wehrmacht desertiert sind und sich der Resistance oder den alliierten Truppen angeschlossen haben.
- Die Elsässer und Lothringer, die ihre Heimat verlassen haben, um sich dem Kampf gegen den Feind anzuschließen.

## Besonderheit
Als einzigem geschlossenem Verband wurde die Medaille an das 2e régiment de dragons verliehen. Das Regiment gehörte zur Waffenstillstandsarmee der Vichy-Regierung und war nach der Besetzung dieses Teils von Frankreich durch die Deutschen nahezu komplett nach Nordafrika emigriert bzw. hatte sich mit zurückgebliebenen Teilen der Resistance angeschlossen.